# Cataldo Amodei
Cataldo Vito Amodei (Sciacca, 6 maggio 1649 – Napoli, 13 luglio 1693) è stato un compositore italiano.

## Biografia
Amodei nacque a Sciacca, in provincia di Agrigento, penultimo di sei figli di una famiglia di origine genovese. 

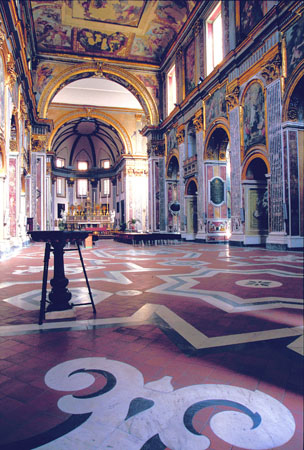
Interno della Basilica di San Paolo Maggiore a Napoli

Studiò con il più importante maestro di cappella della città, il violinista Accursio Giuffrida, di formazione romana.
Il suo talento lo spinse ben presto a cercare maggiore fortuna a Napoli. Il suo arrivo in questa città si situa tra il 1670, anno in cui ancora operava come sacrista nella chiesa della Pietà di Sciacca, ed il 1679, anno in cui pubblica la sua Opera Prima, il Primo libro de' Mottetti a due, tre, quattro, e cinque voci.
Egli abbracciò la vita ecclesiastica e in poco tempo ebbe prestigiosi incarichi: insegnante al conservatorio di Sant'Onofrio a Capuana (dal 1680 al 1688), maestro di cappella alla Basilica di San Paolo Maggiore (la chiesa più importante dell'Ordine dei Chierici Regolari Teatini) e presso il Collegio di San Tommaso D'Aquino, insegnante e maestro di cappella al conservatorio di Santa Maria di Loreto dal 1687 al 1689.
Egli rimase presso i padri Teatini, fino alla morte, che sopraggiunse nel 1693.
Le sue composizioni includono musiche religiose (oratori e mottetti), Cantate a voce sola Libro Primo Opera Seconda (Napoli, 1685), ed anche una serenata, La sirena consolata (di Andrea Perrucci, Napoli, 1692).

## Oratori
- L'innocenza infetta dal pomo overo L'Adamo prevaricato (Napoli, 1685)
- Il flagello dell'empietà overo La Iezabella punita (Napoli, 1685)
- La Susanna (di Andrea Perrucci, Napoli, 1686)
- Il Giosuè vittorioso (Napoli, 1687)
- Il trionfo della purità di Maria (Napoli, 1688)